# Чилюшкин, Виталий Сергеевич
Вита́лий Серге́евич Чилю́шкин (21 января 1990, деревня Кабаново, Орехово-Зуевский район, Московская область) — российский футболист, вратарь. Работает тренером в футбольной школе «Витязь» Ликино-Дулёво.

## Карьера
Воспитанник училища Олимпийского резерва «Мастер-Сатурн» из Егорьевска. С 2007 года выступал за молодёжную команду раменского «Сатурна». 2 мая 2010 года дебютировал в матче Премьер-лиги против «Зенита», выйдя в первом тайме вместо удалённого Артёма Реброва. В январе 2011 года подписал контракт с новосибирской «Сибирью».